# Dasypogonaceae
Dasypogonaceae é uma família de plantas monocotiledóneas, de porte herbáceo ou arborescente, rizomatosas, endémica das zonas áridas do Sudoeste da Austrália e Victoria.

## Descrição
São plantas herbáceas ou arbustos com as folhas dispostas em espiral, com bainha bem desenvolvida e as bases persistentes depois da morte da folha. A família foi reconhecida por sistemas de classificação modernos como o sistema APG III (2009) e o Angiosperm Phylogeny Website (2001 em diante)), que a colocaram no clado das comelinídeas, ainda que a Janeiro de 2011 ainda não estava colocada em nenhuma ordem. Tradicionalmente a família havia sido relacionada com outras monocotiledóneas xeromórficas da Australia, como Xanthorrhoeaceae (Dahlgren et al. 1985) ou Laxmanniaceae como em Takhtajan. Na família podem-se reconhecer dois subclados, o de Dasypogon + Calectasia e o de Kingia + Baxteria.
É composta por 16 espécies repartidas em 4 géneros:
- Baxteria
- Calectasia
- Dasypogon
- Kingia

O sistema APG II situa a divergência desta família ao nível das comelinídeas.
Na classificação clássica esta família não existe: as plantas em causa são atribuídas à família Xanthorrhoeaceae.

## Taxonomia
A família foi reconhecida pelo sistema APG III (2009), o Linear APG III, de 2009, atribuiu-lhe o número de família 90. A família já havia sido reconhecida pelo sistema APG II (2003).
A lista de géneros, segundo o Angiosperm Phylogeny Website (Janeiro de 2009):
- Baxteria
- Calectasia
- Dasypogon
- Kingia

## Sinonímia
Sinónimo, segundo o Angiosperm Phylogeny Website, de Dasypogonales Reveal (Janeiro de 2009).